# ユーターボーク装甲師団
ユーターボーク装甲師団(Panzer-Division Jüterbog)は、第二次世界大戦末期に編成されたドイツ国防軍陸軍の装甲師団である。1945年2月に編成され、ごく短期間活動した。

## 第二次世界大戦
ユーターボーク装甲師団は1945年2月20日(あるいは28日)、ベルリン南部のユーターボーク軍事演習場にて、第3軍管区と第4軍管区を担当する警報戦闘群(Alarm-Kampfgruppe)として編成された。師団は壊滅した中央軍集団の部隊、または警報部隊(Alarm-Verbände)や軍隊学校(Truppenschulen)から構成されたが、その戦力は旅団程度であったとされる。
2月26日、バウツェンに転進した師団は、戦闘団(Kampfgruppe)規模となっていた第16装甲師団の援護を行った。師団長は2月28日から3月5日まで、ディートリヒ・フォン・ミュラー少将(Generalmajor)が担当していた。3月初め、ユーターボーク装甲師団は解散した。

## 戦闘序列

### 編成時
- 師団司令部 (Divisionsstab)
- ユーターボーク戦車大隊 (Panzer-Abteilung Jüterbog)
  - IV号戦車を装備した3個戦車中隊
  - 自走式駆逐戦車中隊 (Panzerjäger-Kompanie (Sfl.))
- ユーターボーク装甲擲弾兵連隊 (Panzergrenadier-Regiment Jüterbog)
- ユーターボーク装甲偵察大隊 (Panzer-Aufklärungs-Abteilung Jüterbog)
- ユーターボーク対戦車中隊 (Panzerjäger-Kompanie Jüterbog)
- ユーターボーク装甲工兵中隊 (Panzerpionier-Kompanie Jüterbog)
- ユーターボーク装甲通信中隊 (Panzernachrichten-Kompanie Jüterbog)

## 参照